# Chuo (Tokio)

Ligging van Chūō binnen Tokio.

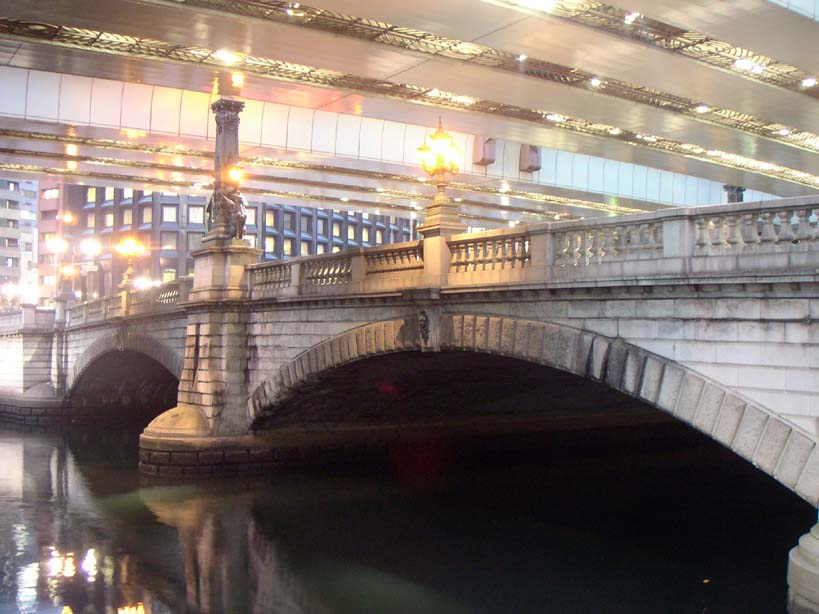
Nihonbashi-brug.

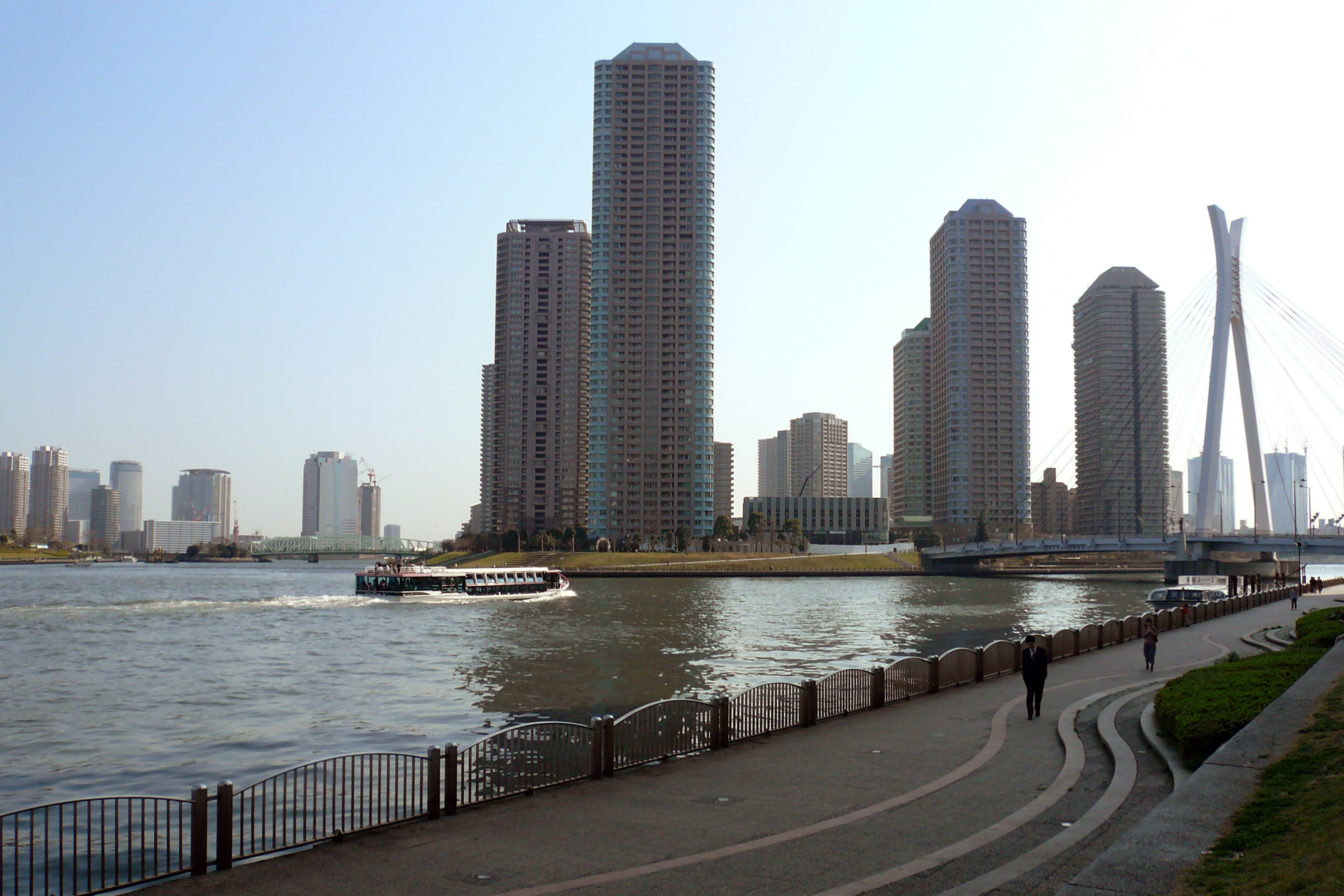
De Sumidagawa in Shinkawa.

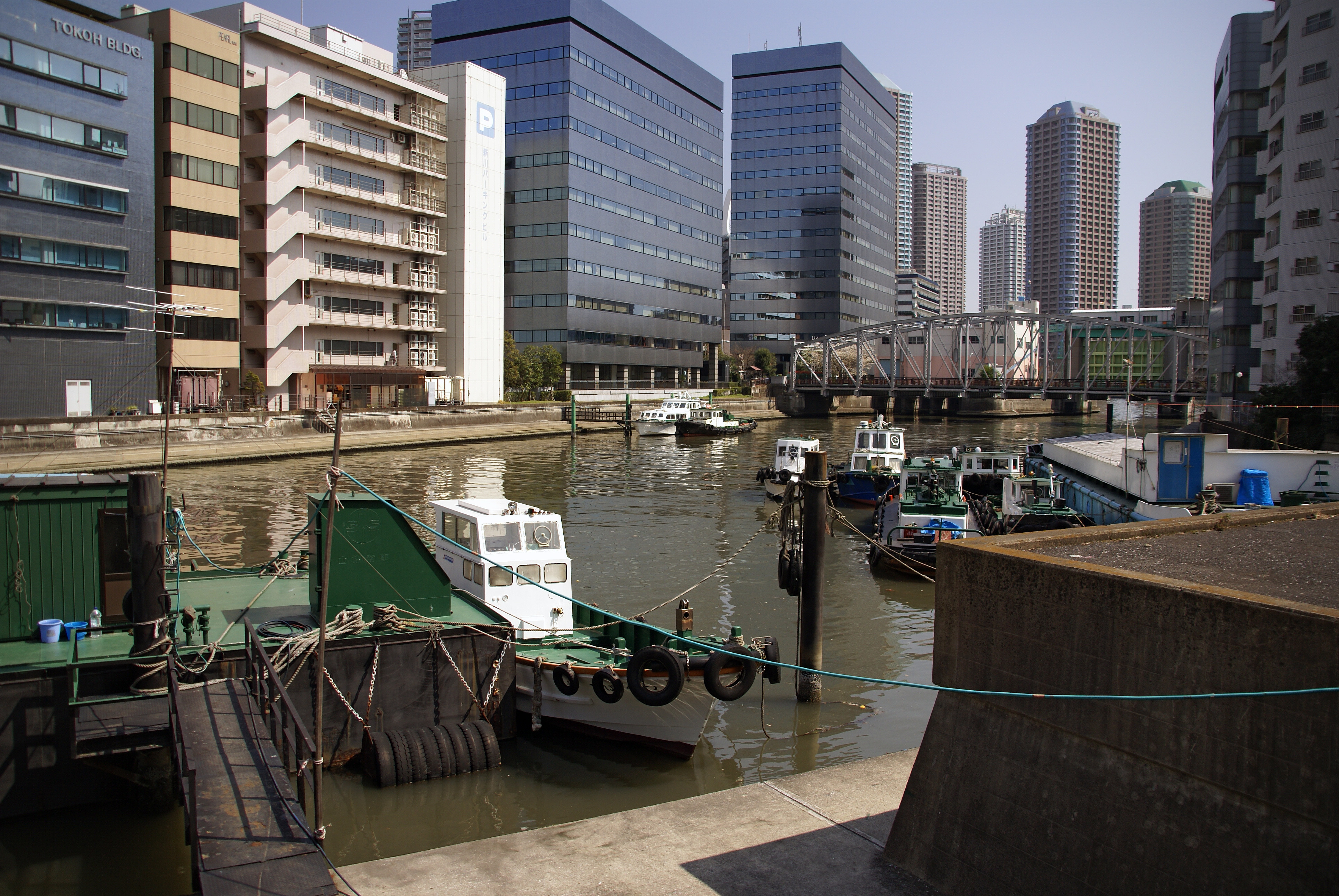
De Kameshimagawa.

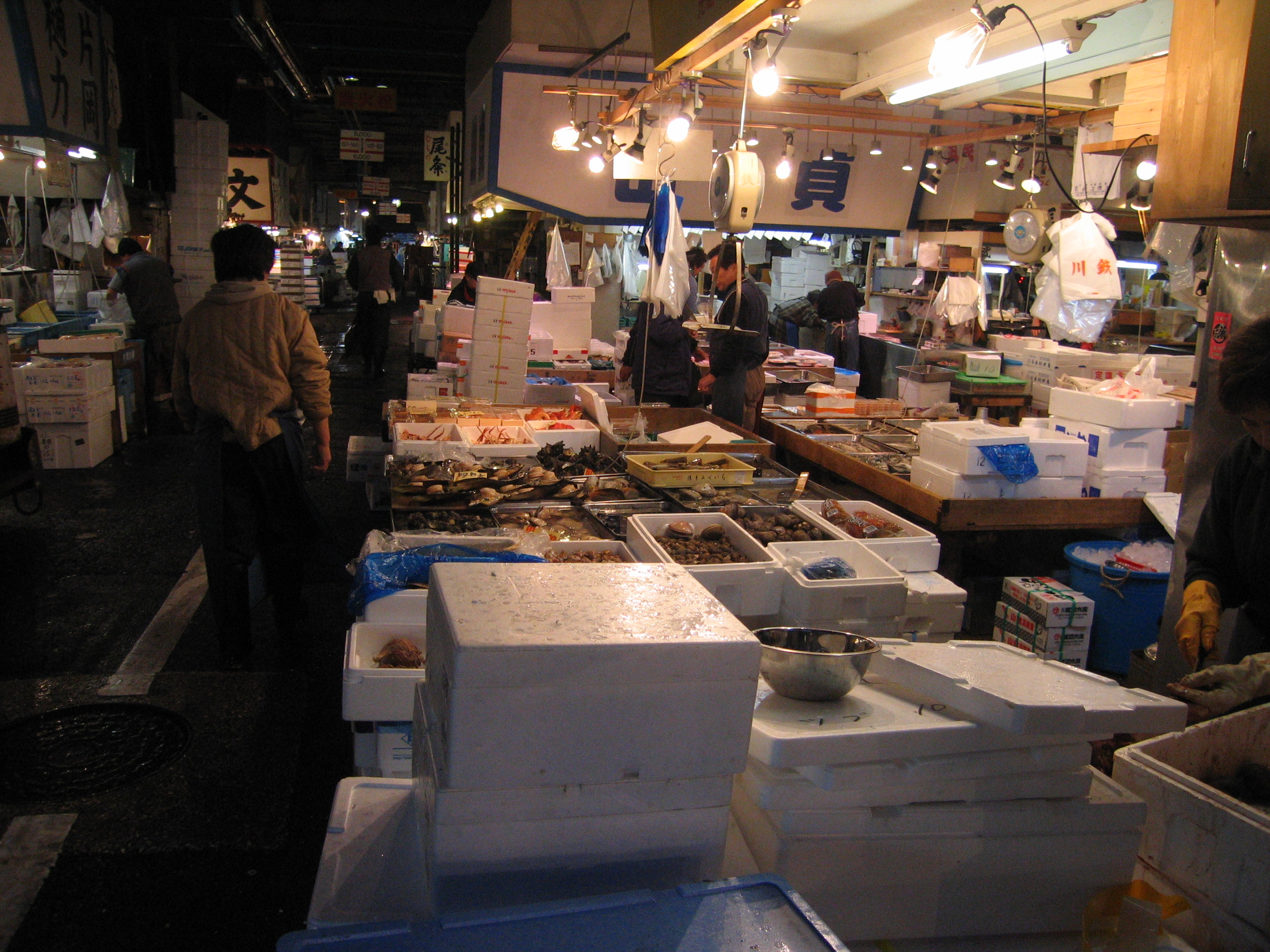
Tsukiji-vismarkt.

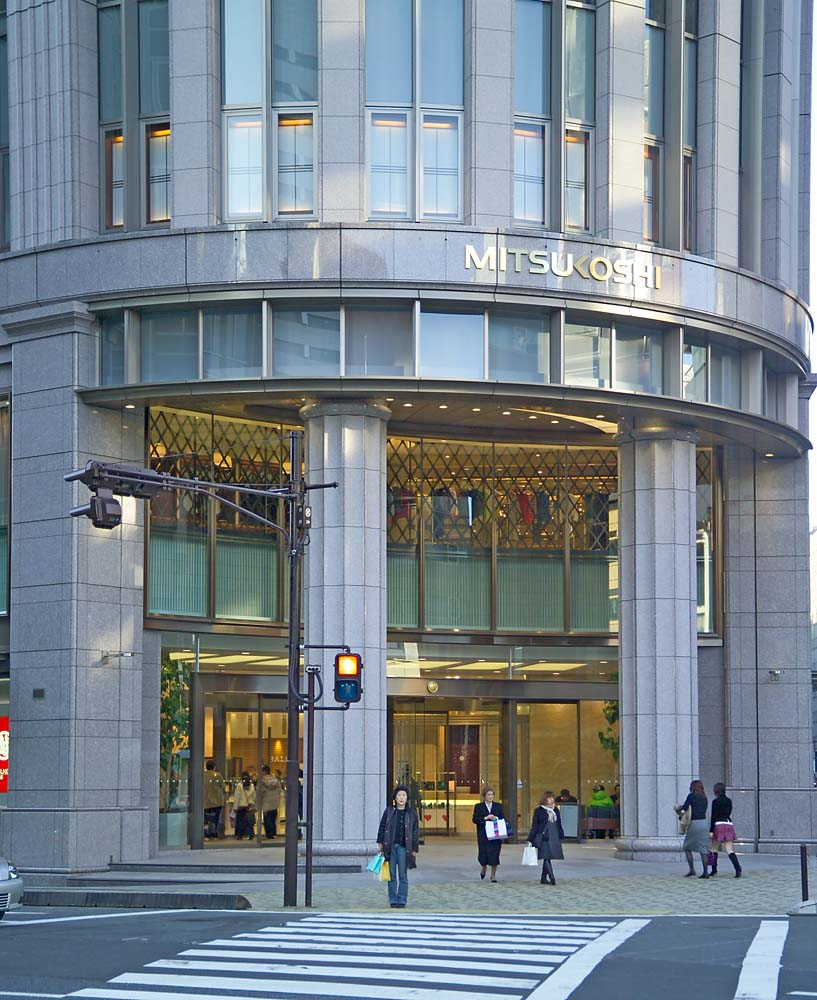
Het Mitsukoshi-warenhuis

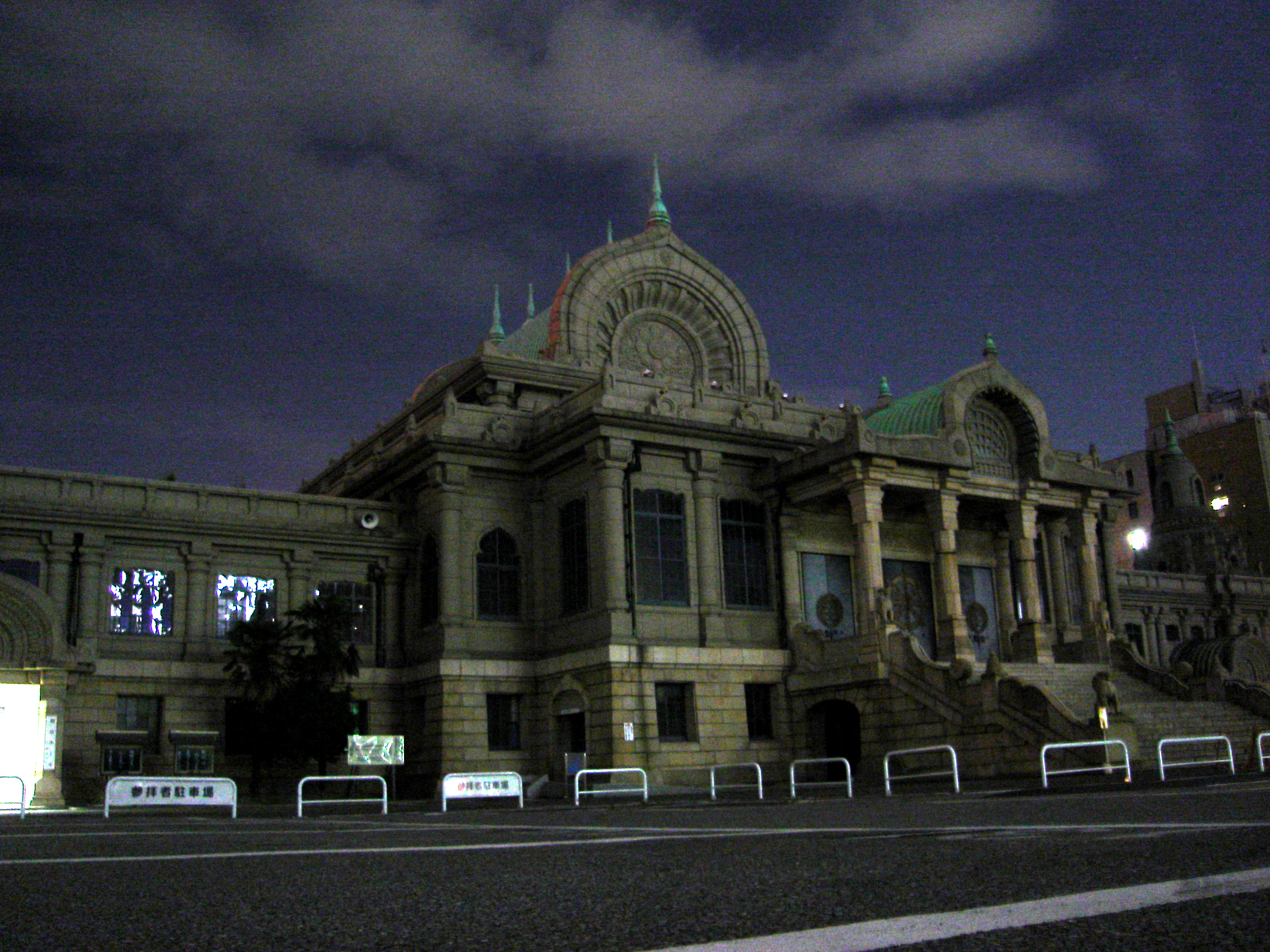
Tsukiji Hongwanji

Chuo  (Japans: 中央区, Chūō-ku) is een van de 23 speciale wijken van Tokio. Chuo heeft het statuut van stad en noemt zich in het Engels ook Chuo City. Op 1 april 2009 had de stad 114.219 inwoners. De bevolkingsdichtheid bedroeg 11220 inw./km². De oppervlakte van de stad is 10,64 km².
Chuo is naast Shinjuku het belangrijkste commerciële centrum van Tokio. De bekendste wijk in Chūō is Ginza (銀座). Het hoofdkwartier van de Bank van Japan (日本銀行, Nippon Ginkō) bevindt zich in Chuo.

## Geschiedenis
- 1612: Shogun Tokugawa Ieyasu begon met de bouw van een handelswijk rond het oostelijk einde van de Tokaido, de belangrijkste weg tussen Tokio en Kansai. Tijdens de Edoperiode was dit deel van Edo bekend onder de naam Edomachi - het centrum van Edo.
- 1657: Na een brand die het grootste deel van de stad in as legt wordt Edomachi heropgebouwd. Men creëert een netwerk van kanalen om de handel te bevorderen.
- 1869: in de wijk Tsukiji komt er een nederzetting voor buitenlanders. Deze blijft aanwezig tot 1899.
- 1872: een brand vernietigt het grootste deel van de wijk Ginza. De gouverneur van Tokio beslist nadien om van Ginza een Europees getinte handelswijk te maken. Ginza bevindt zich tussen Shinbashi in het zuiden en Nihonbashi (zaken en financieel centrum) in het noorden.
- 1878: Na een bestuurlijke hervorming worden de wijken Nihonbashi en Kyobashi opgericht binnen de historische stad Tokio (東京市, Tōkyō-shi). Zij bevinden op het grondgebied van de huidige speciale wijk Chuo.
- 1945: Na de nederlaag van Japan in de Tweede Wereldoorlog werden verschillende gebouwen door de Opperbevelhebber van de Geallieerden (Supreme Commander of the Allied Powers), Douglas MacArthur in beslag genomen. Ze moesten dienen als opslagplaats voor de bezetters. Bij deze gebouwen waren het uurwerkenbedrijf Hattori, het warenhuis Matsuya en het gebouw van Toshiba. Deze gebouwen kwamen in 1951 terug onder Japanse controle.
- 15 maart 1947: De speciale wijk Chuo ontstaat na de fusie van de wijken Nihonbashi en Kyobashi.

## Geografie
Chuo kreeg zijn naam ("centrum") omdat het in het midden lag van de wijken die vroeger de historische stad Tokio (東京市, Tōkyō-shi) vormden. De aangrenzende speciale wijken zijn Chiyoda, Minato, Taito, Sumida en Koto.
Chuo wordt bestuurlijk onderverdeeld in 3 zones met name Nihonbashi, Kyobashi en Tsukishima. Nihonbashi en Kyobashi zijn handelszones. Ze bevinden zich ten oosten van het Station Tokio. Binnen deze twee zones bevinden zich de bekende wijken Ginza en Tsukiji. Tsukishima is een eiland in de baai van Tokio.
Tot aan de Tweede Wereldoorlog was het gebied doorvlochten door kleine rivieren en kanalen. Na de oorlog werden deze drooggelegd om plaats te maken voor nieuwe wegen,gebouwen en autosnelwegen. De oude waterwegen vormen echter nog steeds de basis van de onderverdelingen in wijken. De oostelijke grens van Chuo wordt gevormd door de rivier Sumidagawa.
Chuo is de op een na kleinste speciale wijk (na Taito) van Tokio.

## Wijken en plaatsen
- De omgeving van Nihonbashi (日本橋地区)
  - Hakozakicho (箱崎町) -Hier bevindt zich de Tokyo City Air Terminal (東京シティエアターミナル, Tōkyō Shiti Ea Tāminaru)
  - Hamacho (浜町)
  - Hisamatsucho (久松町)
  - Higashi-nihonbashi (東日本橋)
  - Honcho (本町)
  - Hongokucho (本石町) - Hier bevindt zich de Bank of Japan (日本銀行).
  - Horidomecho (堀留町)
  - Kabutocho (兜町) - Hier bevindt zich de Tokyo Stock Exchange.
  - Kakigaracho (蛎殻町)
  - Kayabacho (茅場町)
  - Kodenmacho (小伝馬町)
  - Muromachi (室町) - Hier bevinden zich de grootwarenhuizen van Mitsukoshi (三越)
  - Nihonbashi (日本橋) - handelscentrum. Hier bevinden zich de grootwarenhuizen van Takashimaya (高島屋) en het nul-kilometerpunt van waar alle afstanden van de Japanse nationale autowegen worden gemeten.
  - Ningyocho (人形町)
  - Odenmacho (大伝馬町)
  - Tomizawacho (富沢町)
  - Yokoyamacho (横山町)
- De omgeving van Kyobashi (京橋地区)
  - Akashicho (明石町) -
  - Ginza (銀座) 
    - Shinbashi Enbujo (新橋演舞場) -

  - Hatchobori (八丁堀) - Hier lag tijdens de Edoperiode de politiekazerne.
  - Hamarikyu-teien (浜離宮庭園) - Hier vindt men de Hamarikyu Onshi Teien (浜離宮恩賜庭園). Een openbaar park dat vroeger eigendom was van de daimyo van Kōshū
  - Kyobashi (京橋)
  - Minato (湊)
  - Shinkawa (新川)
  - Shintomi (新富)
  - Tsukiji (築地) - Hier bevindt zich het stadhuis van Chuo. In Tsukiji vindt men eveneens de beroemde Tsukiji-vismarkt
  - Yaesu (八重洲) - een wijk aan de oostelijke zijde van het Station Tokio(東京駅).
- De omgeving van Tsukishima (月島地区)
  - Harumi (晴海)
  - Kachidoki (勝どき)
  - Tsukishima (月島)
  - Tsukuda (佃)
  - Toyomicho (豊海町)

## Bezienswaardigheden
- Eitaibrug (永代橋) - Een brug over de Sumidagawa (隅田川)
- Hamarikyu Onshi Teien: Een openbaar park dat vroeger eigendom was van de daimyo van Kofu. Het is sinds 1 april 1946 toegankelijk voor het publiek
- Suitenguschrijn (水天宮) - Een Shintoschrijn waar vrouwen komen om te bidden voor een veilige bevalling
- Sumiyoshischrijn: Een Shintoschrijn waarvan de geschiedenis teruggaat tot 1590.
- Tsukiji Hongan-ji, een boeddhistische tempel van de Jōdo Shinshū-sekte

## Verkeer

### Weg

#### Autosnelweg
- Shuto-autosnelweg
  -  Haneda-lijn
  -  Mukojima-lijn
  -  Fukagawa-lijn
  -  Binnenring
- Tokio-autosnelweg (東京高速道路, Tōkyō Kōsoku Dōro) (enkel in de wijk Ginza)

#### Autoweg
- Autoweg 1, naar Osaka
- Autoweg 4, naar Aomori
- Autoweg 6, naar Sendai
- Autoweg 14, naar Chiba
- Autoweg 15, naar Yokohama
- Autoweg 17, naar Niigata
- Autoweg 20, naar Shiojiri

### Trein
- JR East
  - Sobu-snellijn (Sobu-hoofdlijn), van stations Shin-Nihombashi of Bakurocho naar Tokio of Choshi (stad)
  - JR Keiyo-lijn, van Hatchobori naar Tokio of Chiba

### Metro
- metro van Tokio
  - Ginza-lijn, van Ginza, Kyobashi, Nihombashi of Mitsukoshi-mae naar Shibuya of Asakusa
  - Hibiya-lijn, van Ginza, Higashi-Ginza, Tsukiji, Hatchobori, Kayabacho, Ningyocho of Kodemmacho naar Meguro of Adachi
  - Marunouchi-lijn, van Ginza naar Suginami of Ikebukuro
  - Tozai-lijn, van Nihonbashi of Kayabacho naar Nakano of Funabashi
  - Yurakucho-lijn, van Ginza-Itchome, Shintomicho of Tsukishima naar Wako of Koto
  - Hanzomon-lijn, van Mitsukoshi-mae of Suiten-gu-mae naar Shibuya of Sumida
- Toei Metro
  - Asakusa-lijn, van Higashi-Ginza, Takarachō, Nihombashi, Ningyocho of Higashi-Nihombashi naar Ota of Sumida
  - Oedo-lijn, van Tsukishima, Kachidoki of Tsukijishijo naar Shinjuku of Nerima
  - Shinjuku-lijn, van Bakuroyokoyama of Hamacho naar Shinjuku of Ichikawa

## Geboren in Chuo
- Akutagawa Ryunosuke (芥川龍之介, Akutagawa Ryūnosuke; 1 maart 1892 - 24 juli 1927) een dichter en schrijver.
- Junichiro Tanizaki, een schrijver
- Masami Kurumada (車田正美, Kurumada Masami;6 december 1953) een mangaka

## Partnersteden
Chuo heeft een stedenband met :
- Higashine (sinds 1991)
- Sutherland Shire, Sydney (sinds 1991)